# Capinghem

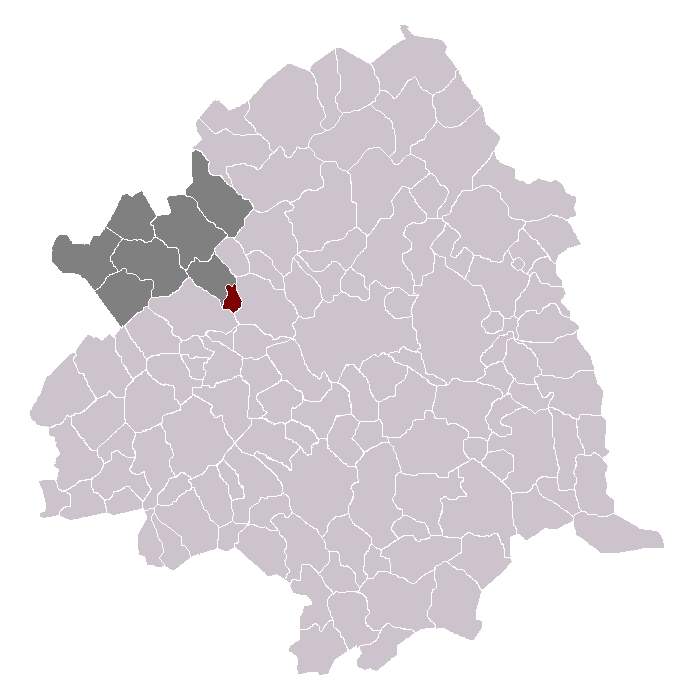
Localització de Capinghem

Capinghem (neerlandès: Kampingem) és un municipi francès, situat al Westhoek a la regió dels Alts de França, al departament del Nord. L'any 2006 tenia 1.615 habitants. Limita al nord-oest amb Armentières, al nord amb Pérenchies, a l'est amb Lomme i al sud amb Ennetières-en-Weppes.

## Demografia
| 1962                                       | 1968 | 1975 | 1982  | 1990  | 1999  | 2006  |
| ------------------------------------------ | ---- | ---- | ----- | ----- | ----- | ----- |
| 981                                        | 996  | 927  | 1.130 | 1.170 | 1.524 | 1.615 |
| Des de 1962: població sense dobles comptes |      |      |       |       |       |       |

## Administració
| Període   | Identitat            | Partit |
| --------- | -------------------- | ------ |
| 1977-1995 | Robert Gesquière     |        |
| 1995 -    | Dominique Verfaillie |        |